# Härkeberga kyrka

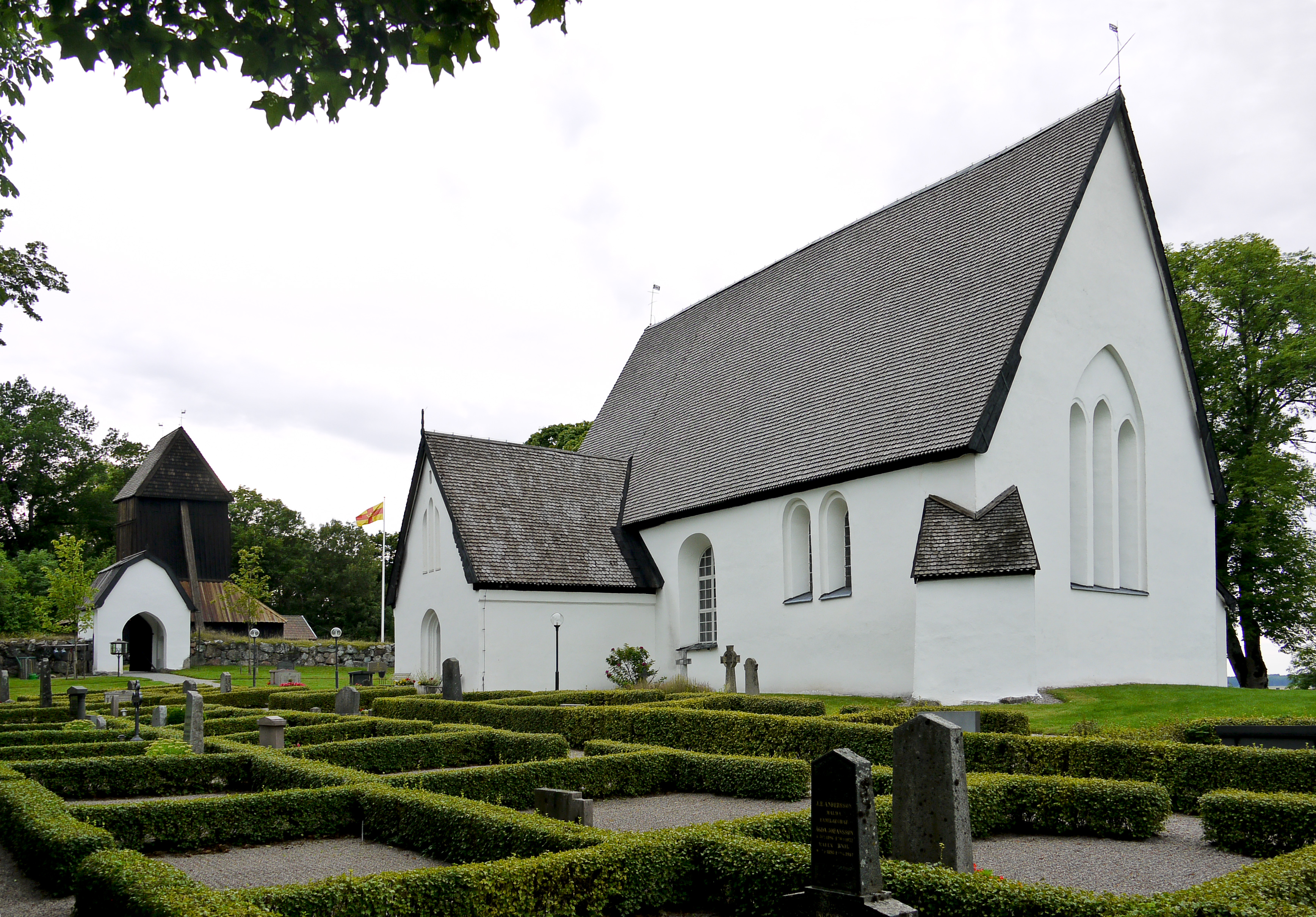
Die Kirche

Die  evangelisch-lutherische Kirche von Härkeberga (Härkeberga kyrka) ist eine mittelalterliche Bauernkirche in der Gemeinde Enköping in der schwedischen Provinz Uppsala län und der historischen Provinz Uppland. Sie ist wegen ihrer fast vollständig erhaltenen Ausmalung durch die Schule des Albertus Pictor aus der Zeit um 1480 bekannt.

## Der Bau
Die zu Anfang des 14. Jahrhunderts errichtete Kirche ist ein aus Granitblöcken erbauter einfacher turmloser Saal, dessen ursprüngliches hölzernes Tonnengewölbe um 1480 durch ein dreijöchiges Backsteingewölbe ersetzt wurde.

## Ausstattung

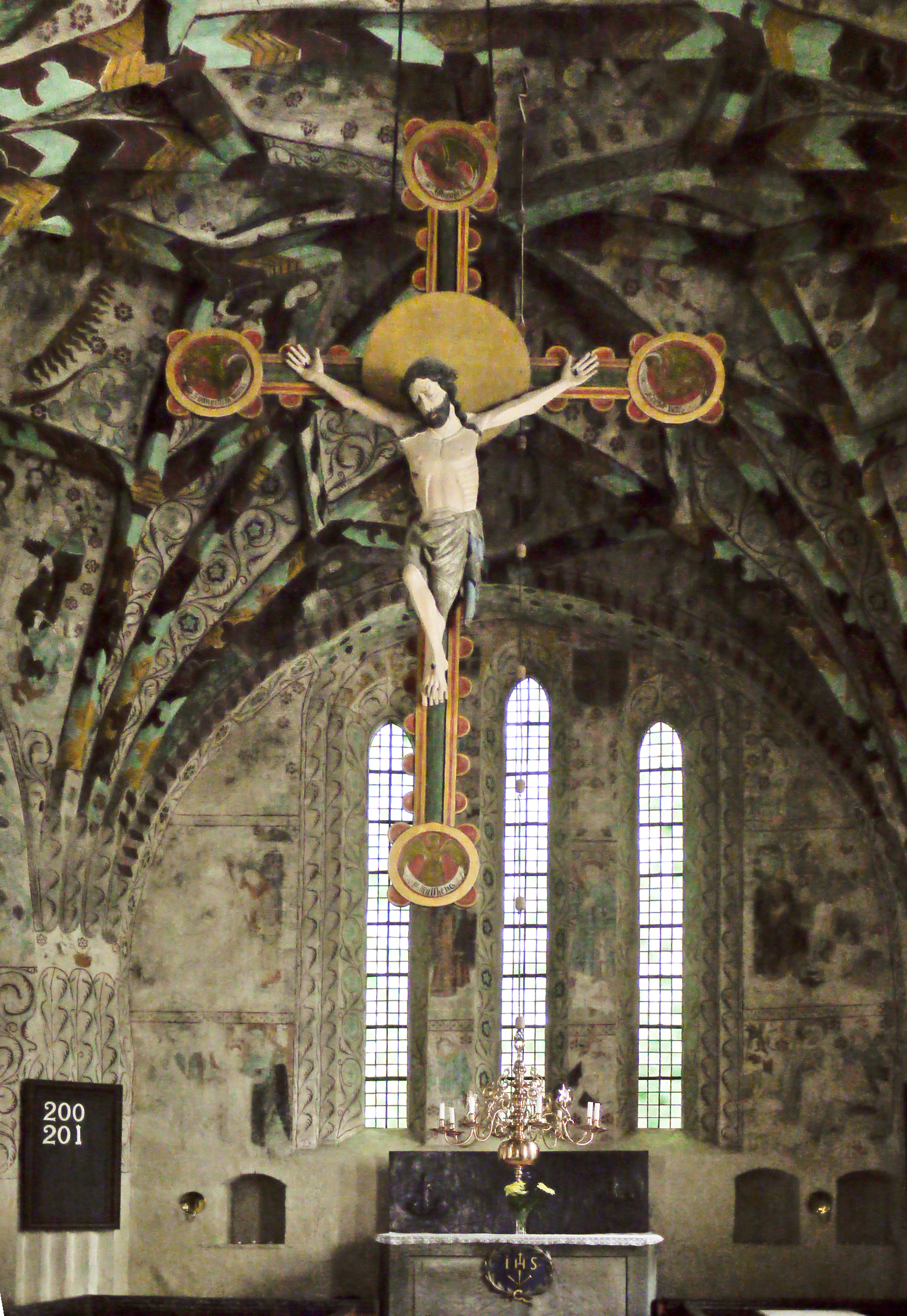
Das Triumphkreuz

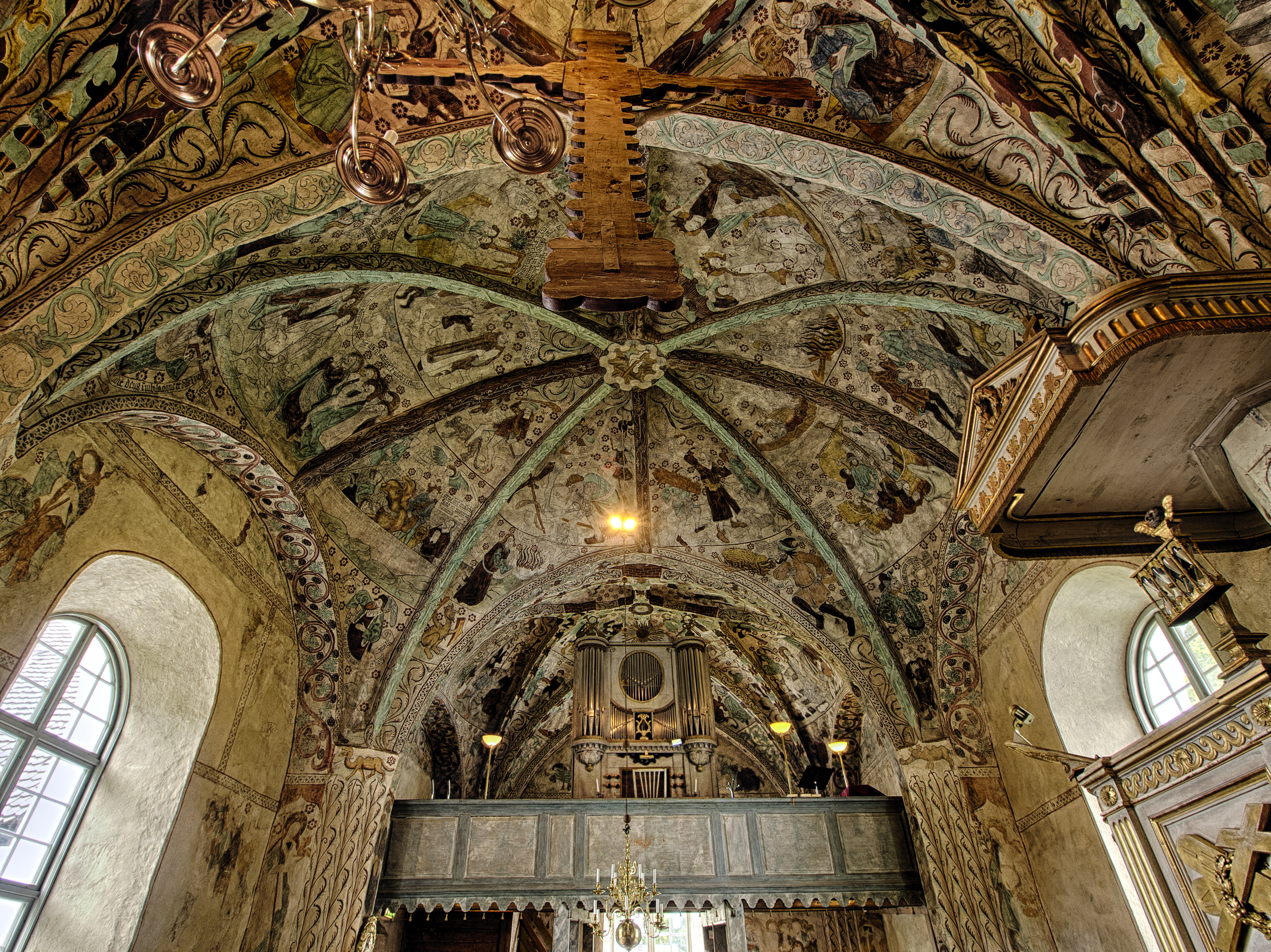
Teil der Ausmalung

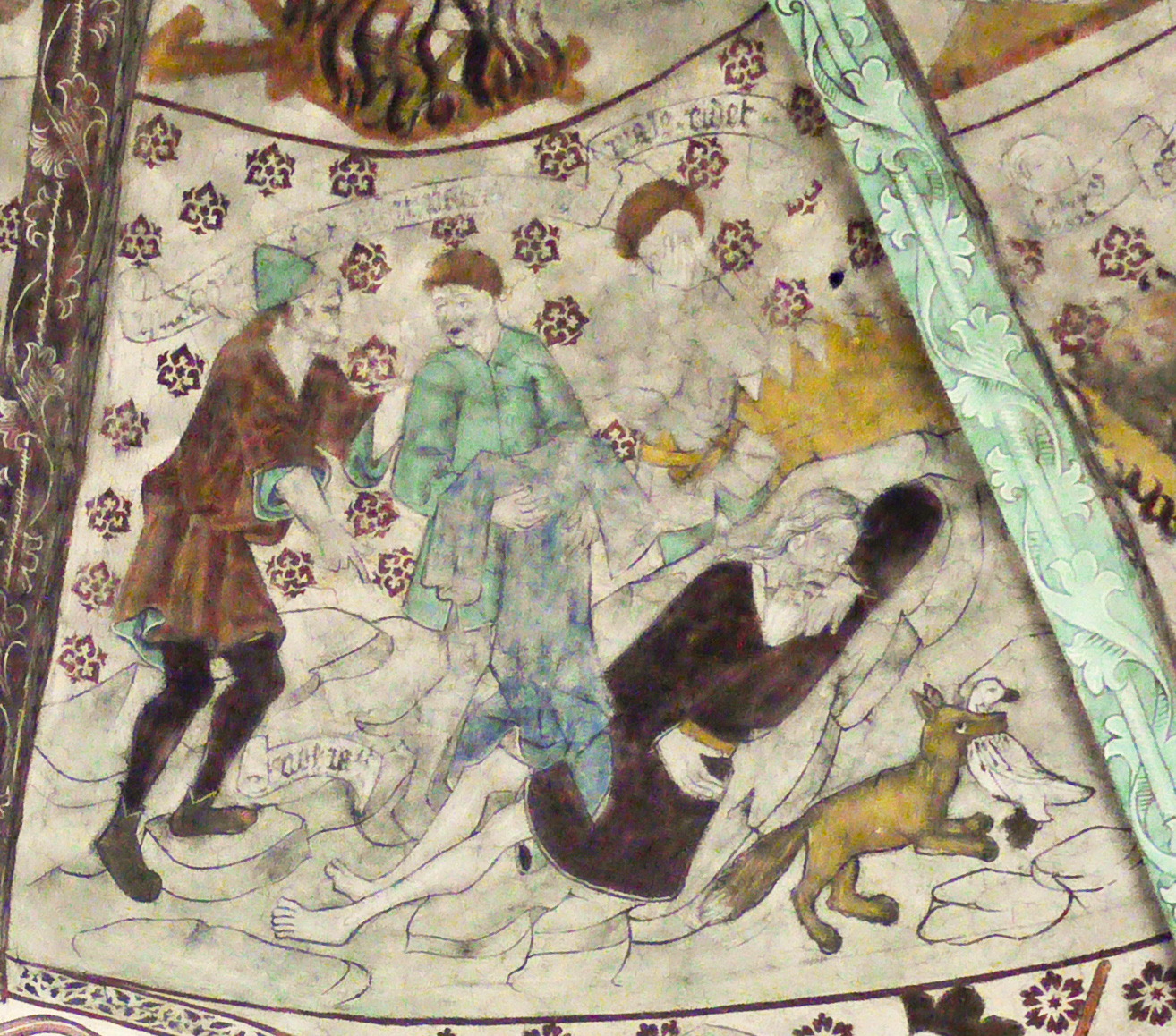
Detail der Ausmalung

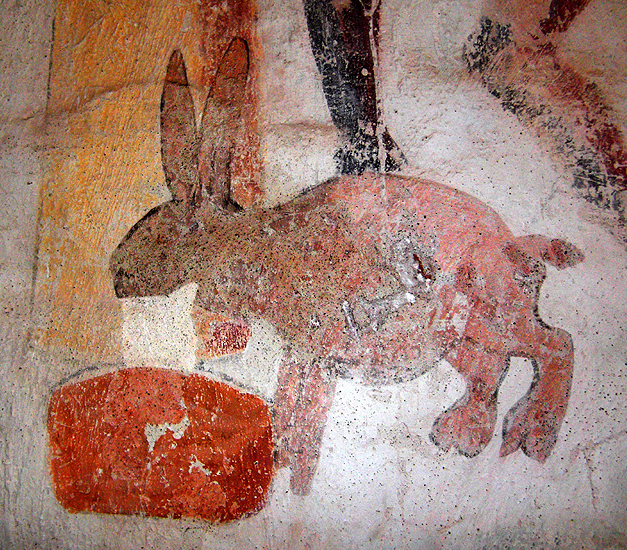
Milchhase in der Vorhalle

Die Kirche besitzt ein Triumphkreuz aus der ersten Hälfte des 14. Jahrhunderts. Die Kirchenbänke stammen aus dem Jahr 1755, die Bemalung ist erneuert. Die Kanzel wurde 1791 vom Hofbildhauer Jean-Baptiste Masreliez in Stockholm geschaffen.
Bedeutend ist die Ausmalung der Kirche, bei der sich die rote Farbgebung in Schwarz verwandelt hat, so dass sie heute düster wirkt. Im Chorjoch sind das Opfer Christi und marianische Szenen dargestellt, im mittleren Joch u. a. die Rettung der Gottesfürchtigen und die Bestrafung ihrer Feinde, im Westjoch u. a. die Geschichte Jakobs, Isaaks und Esaus, der Mannaregen, der Tanz um das Goldene Kalb, das Jüngste Gericht, der Gnadenstuhl und die Himmelfahrt Mariens. In der um 1480 angefügten Vorhalle groteske Ungeheuer, ein den Bäuerinnen beim Buttern helfender Teufel, wobei ein Milchhase die Milch fremden Kühen aus dem Euter saugt.

## Der Pfarrhof
Der Prästgård (Pfarrhof) liegt unterhalb der Kirche an der Stelle des früheren Dorfs. Zu ihm sind einige Holzbauten versetzt worden.